# 21556 Christineli
A 21556 Christineli (ideiglenes jelöléssel 1998 QE71) a Naprendszer kisbolygóövében található aszteroida. A LINEAR projekt keretében fedezték fel 1998. augusztus 24-én.